# KV14
KV14 (англ. Kings' Valley № 14) — гробница египетских фараонов Таусерт и её преемника Сетнахта — одна из крупнейших гробниц в Долине царей, относящаяся к XIX династии (XII век до н. э.).
Гробница была открыта и известна с древнейших времён. Между 1983 и 1987 годами её подробно исследовал Хартвиг Альтенмюллер.

## Архитектура
В гробнице находятся две камеры захоронения.

## История
Строительство гробницы начато царицей Таусерт, женой Сети II, которая позже правила Египтом как фараон. Известно четыре отдельных этапа строительства. Первый — начиная с того, когда Таусерт была ещё просто супругой фараона Сети II. Второй этап строительства начался уже после смерти Сети II, в царствование фараона Саптаха.
Около 1190 года до н. э., когда Таусерт стала соправителем Саптаха, начались работы над второй погребальной камерой, с соответствующими ей размерами. Вскоре размеры гробницы были увеличены. Около 1187 года до н. э. Таусерт стала фараоном и приказала изменить гробницу, чтобы отразить в ней свой царский статус.
Все росписи в гробнице были выполнены в жёлтых тонах, что символизирует золото — нетленную плоть египетских богов. Себя Таусерт, в отличие от своей предшественницы Хатшепсут, называла не «сын Ра», а «дочь Ра».
Сетнахт, отец Рамсеса III, создал свою собственную усыпальницу в Долине царей. Но гробницу не успели закончить до его смерти. Именно поэтому Рамзес III, возможно, по пожеланию своего отца, сначала захоронил его в гробнице царицы Таусерт, но после хотел перенести в отдельную гробницу, когда работы над ней закончатся.

## Галерея
Внутренний вид гробницы.

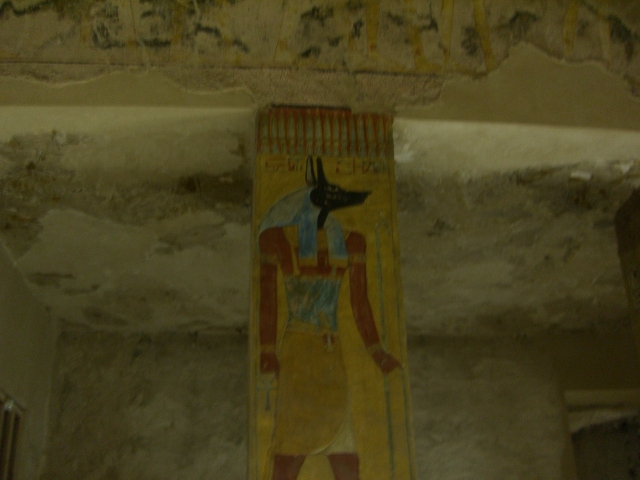
Изображение Анубиса на столбе.
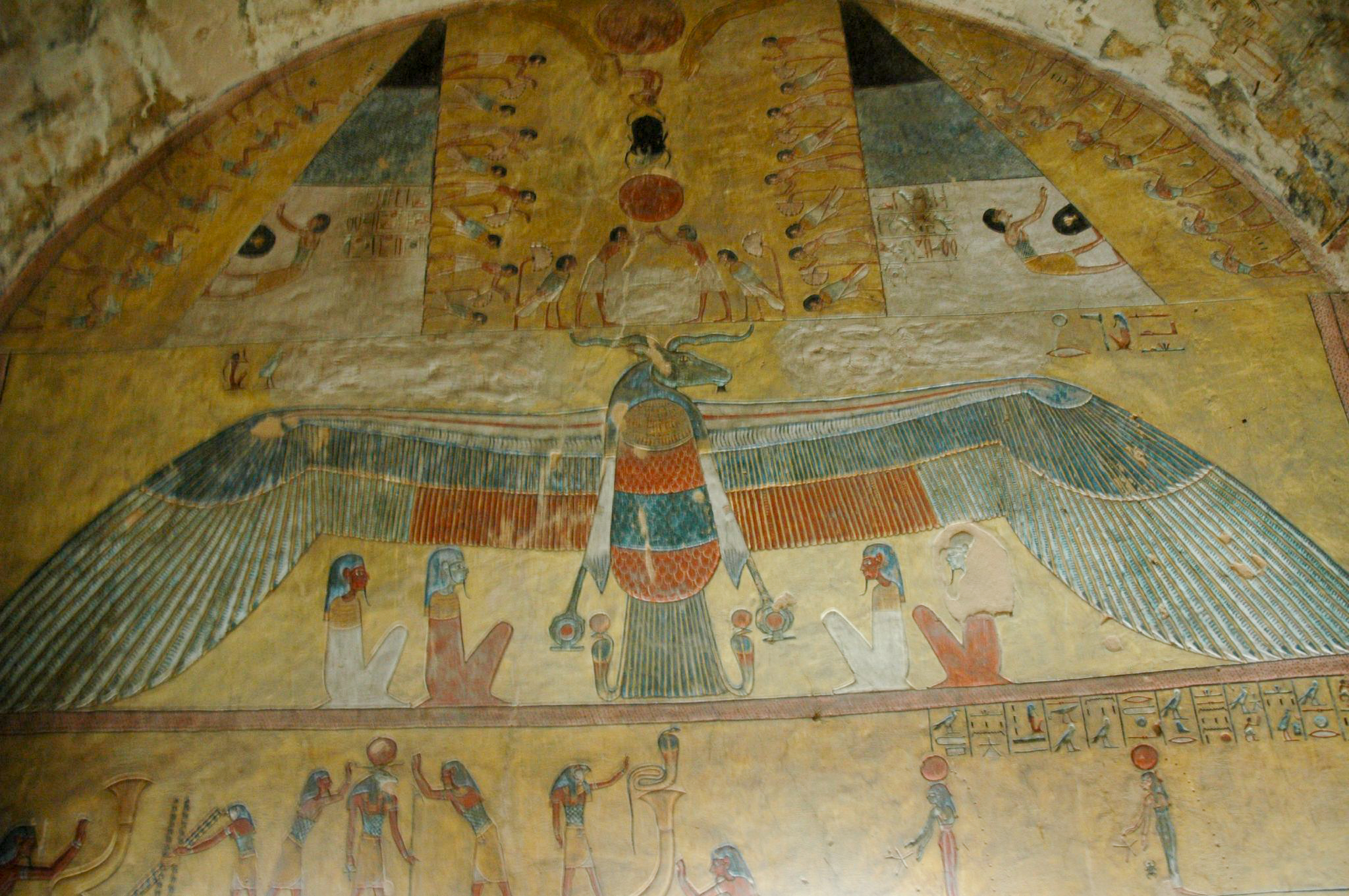
Похоронный зал.
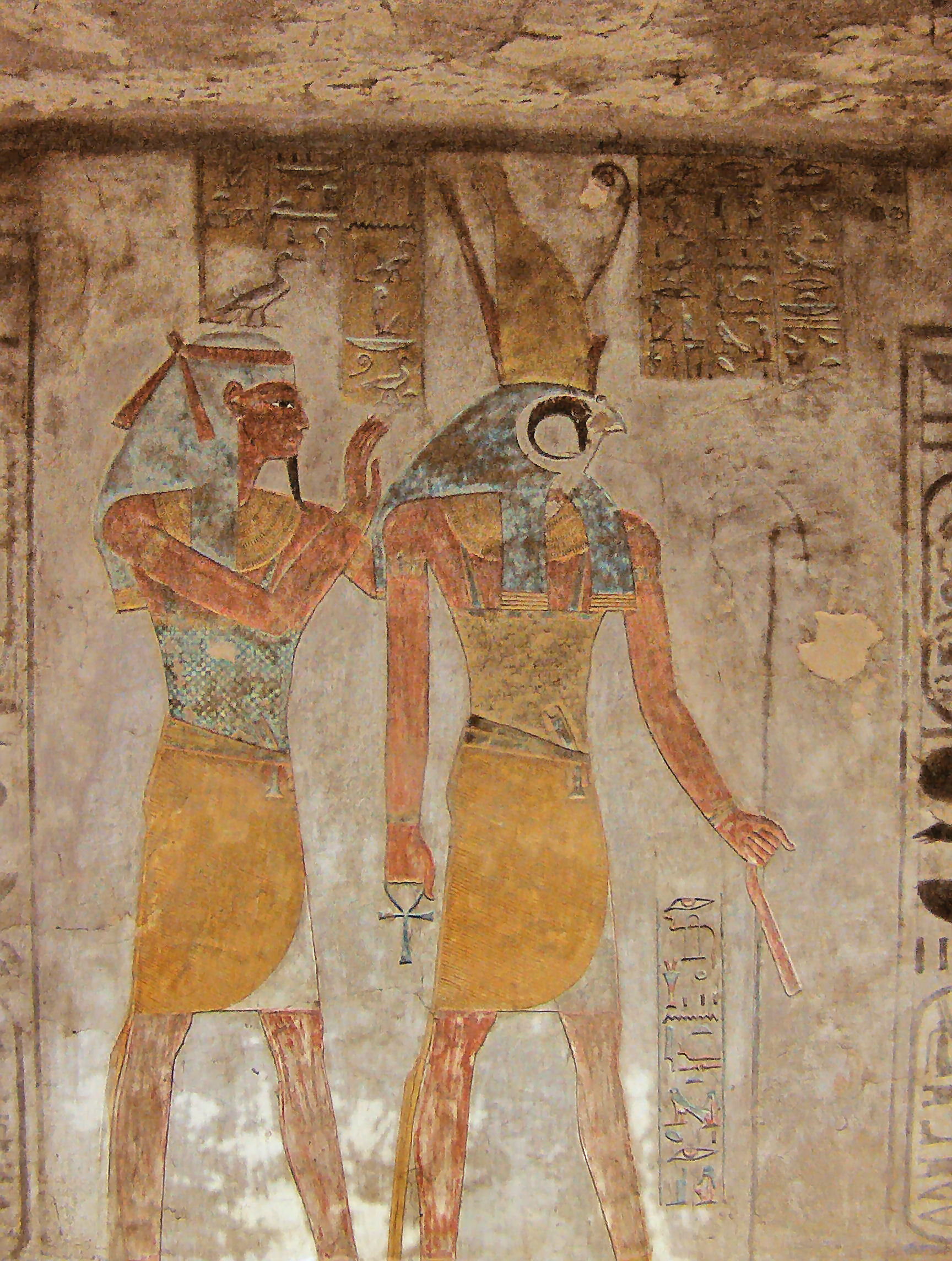
Боги Хор и Геб.
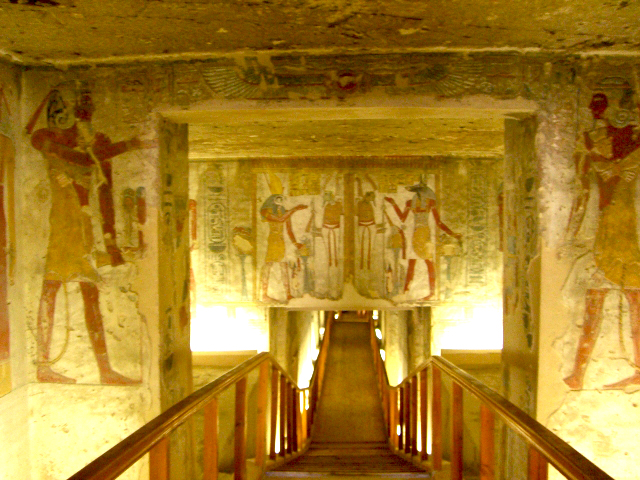
Гробница Таусерт и Сетнахта.
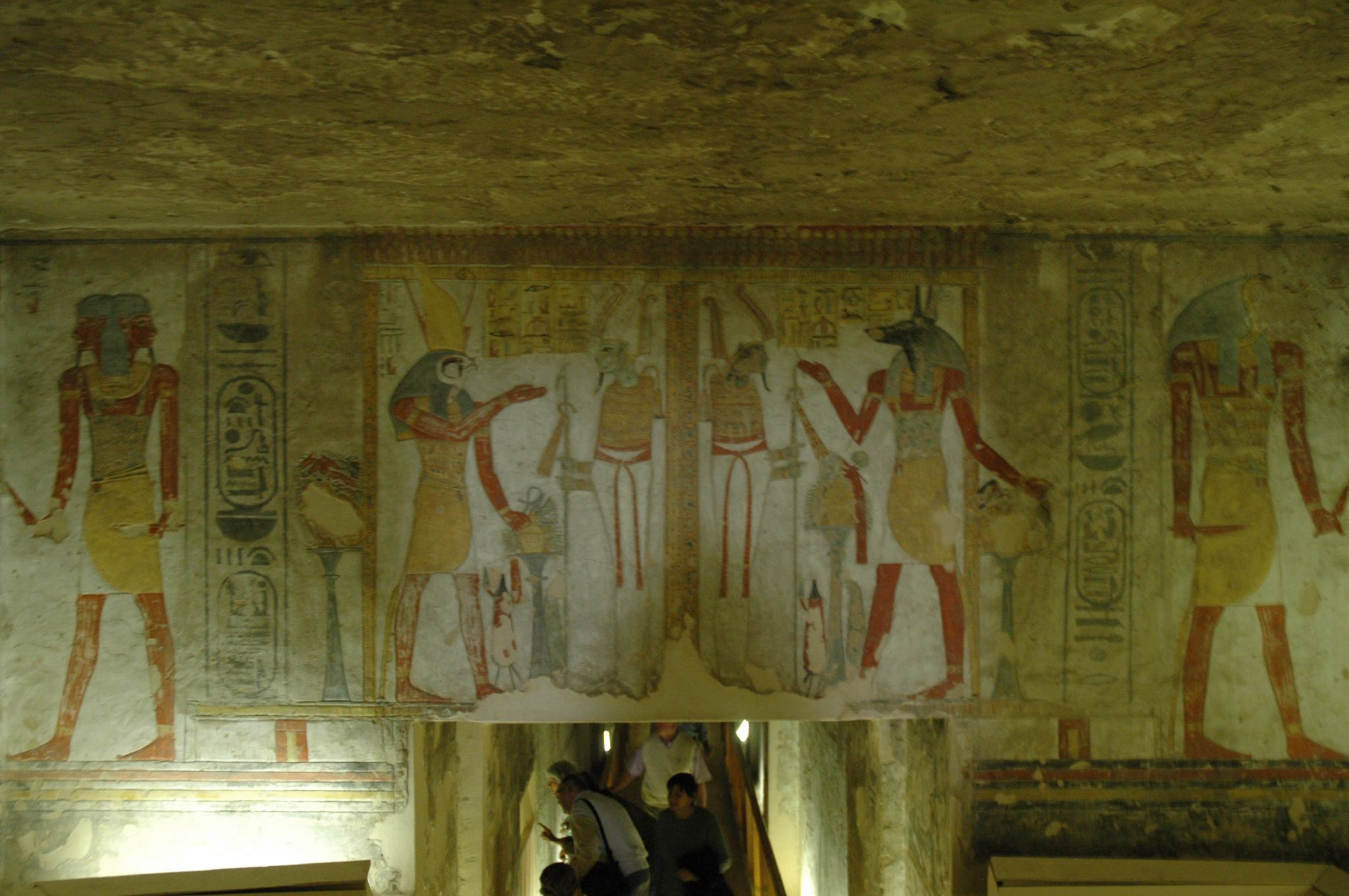
Гробница Сетнахта KV14a.